# Britannic (film)
Britannic è un film per la televisione del 2000 diretto da Brian Trenchard-Smith.
È un film d'azione a sfondo drammatico e storico di produzione statunitense e britannica, che vede tra gli interpreti Edward Atterton, Amanda Ryan e Jacqueline Bisset. Si tratta di un racconto fittizio del naufragio dell'HMHS Britannic al largo dell'isola greca di Ceo nel mese di novembre del 1916, che esplora la teoria secondo la quale un agente tedesco avrebbe sabotato il transatlantico.

## Trama
A Southampton nel 1916, la HMHS Britannic, una nave gemella del Titanic, è stata riadattata come nave ospedale per i soldati alleati che combattono nella campagna di Gallipoli. Tra le infermiere che serviranno a bordo c'è Lady Lewis (Jacqueline Bisset), che è in consegna in Grecia via Napoli, dove suo marito è diventato ambasciatore per la Gran Bretagna. In viaggio con lei c'è Vera Campbell (Amanda Ryan), un agente dei servizi segreti britannici che finge di essere la governante di Lady Lewis. Lei è innervosita dal viaggio, anche perché era sopravvissuta al naufragio del Titanic quattro anni prima, perdendo suo marito. Riferisce la sua missione al capitano Bartlett (John Rhys-Davies) che dubita che una donna possa fare un lavoro del genere.
Una spia tedesca è salita a bordo del Britannic fingendosi il suo cappellano, padre Reynolds (Edward Atterton), e presto scopre che sta trasportando segretamente una grande quantità di armi leggere e munizioni dirette al Cairo. Secondo gli articoli di guerra, Reynolds considera le sue azioni contro la nave legali e avvia una serie di tentativi di sabotaggio per impossessarsene o affondarla, incluso l'incitamento all'ammutinamento dei fuochisti irlandesi, tutti membri della Confraternita repubblicana irlandese.
Ogni tentativo di sabotaggio viene sventato da Campbell, con l'eventuale collaborazione dell'equipaggio del Britannic. Ignaro della sua responsabilità, Reynolds si ritrova sempre più attratto da lei mentre il viaggio continua dopo aver fatto tappa a Napoli. Mentre trascorrono del tempo insieme, si innamorano e hanno un rapporto sessuale prima che lei scopre la sua vera identità. Vera lo affronta nella sala macchine dove le dice che sta per affondare la nave.
Reynolds è responsabile di un'esplosione, che causa una falla sul lato sinistro della nave. Quest'ultima cerca di raggiungere l'isola di Ceo a sette miglia di distanza, ma l'operazione di spiaggiamento la fa affondare ancora più velocemente. Campbell scopre che William, uno dei figli di Lady Lewis, è scomparso. Reynolds la aiuta e riescono a portare William su una scialuppa di salvataggio prima che venga calata. Un'altra massiccia esplosione fa intrappolare Reynolds in una stanza allagata. Campbell lo aiuta a scappare e si fanno strada attraverso la nave, nuotando attraverso stanze allagate, prese d'aria, grate e corridoi, alla fine escono nuotando attraverso un oblò e salgono a bordo di una scialuppa di salvataggio vuota che era già stata calata in acqua, ma ancora attaccato dalle sue funi alle gruette.
Campbell e Reynolds notano una scialuppa di salvataggio piena di persone che vengono trascinate nelle eliche ancora in rotazione. Guardano con orrore mentre la barca e i suoi occupanti vengono fatti a pezzi dalle lame rotanti. Reynolds lega Campbell a una fune lanciata loro da una vicina scialuppa di salvataggio. Nonostante le sue proteste sul fatto che entrambi possano essere tirati in salvo, lui la getta in mare dopo averla baciata. Subito dopo, le corde della scialuppa di salvataggio si rompono e anche questa inizia a essere risucchiata dalle eliche. Reynolds decide di suicidarsi, rimanendo a bordo della scialuppa di salvataggio mentre viene distrutta dalle lame. Pochi istanti dopo, il Britannic si ribalta rapidamente, con i fumaioli che cedono e i macchinari del ponte mentre affonda sotto le onde. Una corazzata britannica, HMS Victoria (che in precedenza ha aiutato il Britannic a respingere un attacco sottomarino), arriva per salvare i sopravvissuti. Riflettendo sulla sua esperienza, Campbell cita la poesia "Roll on, Thou..." da Childe Harold's Pilgrimage di Lord Byron.

## Produzione
Il film, diretto da Brian Trenchard-Smith su una sceneggiatura di Brett Thompson, Kim Owen Smith, Dennis A. Pratt e dello stesso Trenchard-Smith, fu prodotto da Paul Colichman, Mark R. Harris e Judith Hunt per la Britannic Productions e la Flashpoint e girato nei Bray Film Studios e nella Clewer St. Stephen's Church a Windsor, nella Kempton Park Pumping Station (Middlesex) e nella Victoria House a Londra, in Inghilterra. Gli effetti speciali, coordinati da David Beavis, furono realizzati dalla Corbitt Design. La musica è firmata da Alan Parker. Trenchard-Smith ha affermato che il film è stato il migliore delle tre pellicole catastrofiche che ha realizzato in questo periodo, tanto da valergli l'incarico di dirigere 2012 - L'avvento del male.

## Distribuzione
Il film fu trasmesso negli Stati Uniti il 9 gennaio 2000  sulla rete televisiva Fox Family Channel.
In Italia è stato trasmesso l’11 febbraio 2000 sul canale Rete 4.
Alcune delle uscite internazionali sono state:
- in Germania il 4 giugno 2000
- in Giappone il 7 luglio 2000 (in anteprima)
- nel Regno Unito il 23 dicembre 2000
- in Islanda il 26 febbraio 2001 (in anteprima)
- in Israele il 15 luglio 2001
- in Finlandia il 9 aprile 2005
- in Ungheria il 2 dicembre 2005 (riedizione)
- in Brasile (Britannic)
- in Francia (Britannic)
- in Portogallo (Força de Elite)
- in Grecia (Vretanikos)

## Promozione
La tagline è: "They Never Thought It Would Happen Again".